# دويل ماكمانوس
دويل ماكمانوس (بالإنجليزية: Doyle McManus)‏ هو صحفي أمريكي، ولد في 1955.

## وصلات خارجية
- دويل ماكمانوس على موقع IMDb (الإنجليزية)
- دويل ماكمانوس على موقع إن إن دي بي (الإنجليزية)
- دويل ماكمانوس على موقع قاعدة بيانات الفيلم (الإنجليزية)